# インドリクガメ属
インドリクガメ属（インドリクガメぞく、Indotestudo）は、動物界脊索動物界爬虫綱カメ目リクガメ科に含まれる属。

## 分布
インド北東部および南西部、インドネシア（スラウェシ島北部、ハルマヘラ島＜絶滅？＞）、カンボジア、タイ、中華人民共和国（広西チワン族自治区南部）、ベトナム、マレーシア（マレー半島北部）、ミャンマー、ラオス
属名Indotestudoは「インドのリクガメ」の意で、このインドは現在のインド共和国ではなく南アジア広域を指すインドや東南アジアの旧称である東インドに由来する。

## 形態
最小種はセレベスリクガメで最大甲長27.2センチメートルとされる。背甲はややドーム状に盛り上がり、上から見ると細長い。これにより木の根元や岩の隙間などに潜りこみやすくなると考えられている。第2肋甲板は、第5-7縁甲板に接する。左右の第12縁甲板は癒合する。背甲や腹甲に蝶番がない。
頭部はやや大型で、上顎の先端は鉤状に尖る。四肢は頑丈で、前肢は棍棒状。
幼体は背甲がややドーム状に盛り上がり、上から見ると円形。また後部|縁甲板の外縁が鋸状に尖るが、成長に伴い突起は消失する。繁殖期に吻端や眼の周辺がピンク色になる。

## 分類
以前はリクガメ属に含められていた。核DNAやミトコンドリアの塩基配列による分子系統学的解析からチチュウカイリクガメ属やパンケーキガメ属と単系統群を形成すると推定されたが、ミトコンドリアの全塩基配列における最大節約法および最尤法での分子系統学解析ではパンケーキガメ属、チチュウカイリクガメ属より分割されたヘルマンリクガメ属やヨツユビリクガメ属と単系統群を形成すると推定されている。
以前はセレベスリクガメがトラバンコアリクガメの移入個体群であるとしてセレベスリクガメのシノニム（移入個体群であるとされたがセレベスレクガメの方が記載が早いため）とされていた。しかし形態やミトコンドリアDNAのチトクロムbの分子系統学的解析から両種を別種とする説が有力とされ、さらに系統解析ではエロンガータリクガメとトラバンコアリクガメで単系統群を形成すると推定されている。
- Indotestudo elongata　エロンガータリクガメ　Elongated tortoise
- Indotestudo forstenii　セレベスリクガメ　Celebes tortoise
- Indotestudo travancorica　トラバンコアリクガメ　Travancore tortoise

## 生態
エロンガータリクガメを除いて常緑性熱帯雨林に生息するが、エロンガータリクガメは熱帯モンスーン気候やサバナ気候にある落葉広葉樹林に生息する。
食性は植物食傾向の強い雑食で、植物の葉、花、果実、タケノコ、キノコなどを食べる。
繁殖形態は卵生。1-9個の卵を産む。

## 人間との関係
生息地では食用や薬用とされることもある。
開発による生息地の破壊、食用や薬用、ペット用の乱獲などにより生息数は減少している。
ペットとして流通することもあり、日本にも輸入されている。トラバンコアリクガメは固有分布するインドでは法的に保護の対象とされているうえに主な生息地が保護区に指定され、またインドは爬虫類の商業的輸出を1970年代からほぼ禁止している。そのため残り2種の野生個体が主に流通する。流通する2種は野生個体の流通が多いため流通時に粗雑に扱われたり、寄生虫や原虫などにより状態を崩した個体が流通することもある。